# جناح الاستخبارات رقم 181
جناح الاستخبارات رقم 181 (181 IW) هو وحدة تابعة للحرس الوطني الجوي في إنديانا، يتمركز هذا الجناح في قاعدة الحرس الوطني الجوي «تير هوت» في إنديانا. تحصل القوات الجوية الأمريكية ووكالة الاستخبارات والمراقبة والاستطلاع التابعة للقوات الجوية على هذا الجناح في حالة تفعيل الدائرة الاتحادية.
يُعتبر سرب عمليات الدعم الجوي رقم 113 التابع للجناح أحد المنظمات المنحدرة من سرب الطيران الحربي رقم 133 في الحرب العالمية الأولى، إذ أُنشئ في 26 أغسطس من عام 1917. أُصلح في 1 أغسطس من عام 1921 وسُمّي بسرب المراقبة رقم 113، واعتُبر أحد أسراب الحرس الوطني الأصلية التسعة والعشرين للمراقبة التي تشكّلت قبل الحرب العالمية الثانية وتبعت للحرس الوطني لجيش الولايات المتحدة.

## نظرة عامة
يُعتبر جناح الاستخبارات رقم 181 أحد الأجنحة الثلاثة التابعة للحرس الوطني والتي تعمل بالتعاون مع وكالة الاستخبارات والمراقبة والاستطلاع التابعة للقوات الجوية. يُجهّز الجناح من خلال منظومة رصد توزيع الأرضية المشتركة AN/GSQ-272.
يراقب محللو الاستخبارات في جناح الاستخبارات رقم 181 بيانات من أصول مأهولة وغير مأهولة في جميع أنحاء العالم، إذ ينتجون معلومات استخباراتية عملية لدعم عمليات الطوارئ العالمية وكبار المسؤولين الحكوميين.

## الوحدات
يتألف جناح الاستخبارات رقم 181 من الوحدات التالية:
- فريق دعم البعثة رقم 181.
- مجموعة الاستخبارات رقم 181.
- المجموعة الطبية رقم 181.
- سرب عمليات الدعم الجوي رقم 113.

## التاريخ
في 1 أكتوبر في 1962، سُمح لسرب المقاتل التكتيكي رقم 113 التابع للحرس الوطني الجوي في إنديانا بالتوسع إلى مستوى المجموعة، إذ أسس مكتب الحرس الوطني مجموعة القتال التكتيكي رقم 181. أصبح سرب المقاتل التكتيكي رقم 113 سرب الطيران لهذه المجموعة. خُصّصت أسراب أخرى مثل المقر رقم 181 وسرب المواد رقم 181 (الصيانة) وسرب دعم القتال رقم 181 ومستودع القوات الجوية الأمريكية رقم 181. جُهّز سرب المقاتلة التكتيكية رقم 113 مؤقتاً بطائرة ثاندرستريك RF-84F للاستطلاع بهدف السماح للطيارين بالحفاظ على كفاءتهم. تلقّى السرب قاذفات تكتيكية من طراز ثاندرستريك F-84F في عام 1964.

### القيادة الجوية التكتيكية
بعد إعادة تجهيزها بواسطة F-84F، نشرت مجموعة القتال التكتيكي رقم 181 تدريبات من أجل كتيبة المشاة تروبيك لايتننغ 1، والمصممة للمساعدة في تدريب وحدات الجيش البرية في قاعدة القوات الجوية هيكام في هاواي قبيل نشرها في فيتنام الجنوبية. تطلّب النشر التزوّد بالوقود جوّاً فوق الماء مرتين في أي من الاتجاهين. إضافة إلى ذلك، نُشر سرب المقاتل التكتيكي رقم 113 في قاعدة القوات الجوية في فينست بولاية أريزونا بهدف الحصول على تدريب مكثف على سلاح المدفعية والترسانة الصاروخية وتسليم الأسلحة الخاصة.

### القيادة الجوية القتالية
ابتداءً من أبريل في عام 1991، بدأت الوحدة في التحوّل إلى الإصدار 50 من جناح المقاتل التكتيكي (25 F-16C/Ds) التي كانت تتبع للقوات الجوية الأمريكية في أوروبا (غادرت آخر فانتوم في أكتوبر من عام 1991)، إذ استكملت تحوّلها في 1 يوليو من عام 1992 عندما غادرت آخر F-16 قاعدة هان الجوية قبل إغلاقها. غيّر السرب رمز ذيل طيّاراته إلى TH (تير هوت) بعد التحوّل إلى F-16.

### الحرب العالمية على الإرهاب
في 11 سبتمبر من عام 2001، انضم الجناح المقاتل رقم 181 سريعاً إلى الحرب ضد الإرهاب، حيث استجاب بعد الهجوم على مركز التجارة العالمي والبنتاغون في غضون أربع ساعات لمهمة دوريات القتال الجوي فوق الغرب الأوسط كجزء من عملية النسر النبيل.
زادت عمليات الجناح المقاتل رقم 181 بشكل كبير خلال أوائل العقد الأول من القرن العشرين بهدف حراسة سماء أمريكا وحماية الحرية. نشر الجناح المقاتل رقم 181 أعضاء وتجهيزات في 19 دولة بهدف دعم 7 عمليات عسكرية مختلفة في آن واحد، بما في ذلك عملية المراقبة الجنوبية وعملية المراقبة الشمالية والعملية المشتركة وعملية النسر النبيل وعملية العمق المتجمد وعملية الحرية الدائمة وعملية حرية العراق.

### عمليات الدعم الجوي
في عام 2005، فرضت لجنة إعادة تنظيم القواعد وإغلاقها موعد نهاية حقبة الطيران للجناح المقاتل رقم 181. وفي 8 سبتمبر من عام 2007، طار الجناح المقاتل رقم 181 في آخر مهمة تدريبية له من مطار هولمان فيلد الدولي. أُعيد تعيين طائرات F-16 من الإصدار 30 إلى الجناح المقاتل رقم 177 التابع للحرس الوطني الجوي في نيو جيرسي والموجود في قاعدة الحرس الوطني في أتلانتيك سيتي في سبتمبر من عام 2007.
وُجّهت عملية إعادة التنسيق بواسطة عمليتين جديدتين للقوات الجوية، وهما محطة توزيع الأرضية (DGS) وسرب عمليات الدعم الجوي (ASOS). وفي 3 مايو من عام 2008، أُعيد تسمية الجناح المقاتل رقم 181 ليصبح جناح الاستخبارات رقم 181.
تُعتبر محطة توزيع الأرضية مهمّة استخباراتية، إذ تقوم بمراقبة بث الفيديو بشكل شبه آني من بريداتورز وجلوبال هوكس وغيرها من المركبات الجوية غير المأهولة المحلّقة في سماء أي منطقة عمليات عسكرية. يقوم أفراد القوات المسلحة بمعالجة واستثمار ونشر خلاصة الفيديو وتوفير معلومات استخباراتية عملية للقادة الميدانيين وقوات القتال الحربي.
يوحّد سرب عمليات الدعم الجوي القوات المشتركة المقاتلة في الحرب العالمية ضد الإرهاب، إذ تتضمن مهمّته تقديم المشورة للقادة الميدانيين حول أفضل طريقة لاستخدام موارد الولايات المتحدة وحلف الناتو للحصول على دعم جوي قريب.

### الأصل
- المسمّى: مجموعة المقاتل التكتيكي رقم 181 المخصصة للحرس الوطني الجوي في إنديانا في عام 1962.
- اعتراف اتحادي موسّع في 1 أكتوبر من عام 1962.
- أُعيدت تسميتها: المجموعة المقاتلة رقم 181 في 16 مارس من عام 1992.
- غُيّرت حالتها من مجموعة إلى جناح في 1 أكتوبر من عام 1995.
- أُعيدت تسميتها: الجناح المقاتل رقم 181 في 1 أكتوبر من عام 1995.
- أُعيدت تسميتها: جناح الاستخبارات رقم 181 في 3 مايو من عام 2008.

### التعيينات
- الحرس الوطني الجوي في إنديانا من 1 أكتوبر عام 1962 وحتّى الآن.
- حصلت عليها: القيادة الجوية التكتيكية.
- حصلت عليها: القيادة الجوية القتالية في 1 يونيو من عام 1992.
- حصلت عليها: وكالة الاستخبارات والمراقبة والاستطلاع التابعة للقوات الجوية من 3 مايو من عام 2008 وحتّى الآن.

### المكوّنات
- مجموعة العمليات رقم 181 في 1 أكتوبر من عام 1995 وحتّى 3 مايو من عام 2008.
- سرب المقاتل التكتيكي رقم 113 من1 أكتوبر من عام 1962 وحتّى الآن.

### المحطّات
- هولمان فيلد في تير هوت في ولاية إنديانا في 1 سبتمبر من عام 1962.
- المسمّى: قاعدة تير هوت للحرس الوطني الجوي منذ 1991.

### الطائرات
- RF-84F ثاندرستريك بين عامي 1962 و1964.
- F-84F ثاندرستيرك بين عامي 1964 و1971.
- F-100D/F سوبر سابر بين عامي 1971 و1979.
- F-4C فانتوم 2 بين عامي 1979 و1987.
- F-4E فانتوم 2 بين عامي 1987 و1991.
- الإصدار 25 من F-16C/D فايتنغ فانتوم بين عامي 1991 و1995.
- الإصدار 30 من F-16C/D فايتنغ فانتوم بين عامي 1995 و2008.

### الأوسمة
- جائزة وحدة القوات الجوية الممتازة.[1]